# ميتش تالبوت
ميتش تالبوت (بالإنجليزية: Mitch Talbot)‏ هو لاعب كرة قاعدة أمريكي، ولد في 17 أكتوبر 1983 في سيدار سيتي في الولايات المتحدة.

## وصلات خارجية
- ميتش تالبوت على موقع دوري كرة القاعدة الرئيسي (الإنجليزية)
- ميتش تالبوت على موقع دوري كوريا الجنوبية لكرة القاعدة (الإنجليزية)
- ميتش تالبوت على موقعبيزبول رفرنس.كوم (الدوري الرئيسي) (الإنجليزية)
- ميتش تالبوت على موقعبيزبول رفرنس.كوم (الدوري الثانوي) (الإنجليزية)
- ميتش تالبوت على موقع إي إس بي إن.كوم (أم.أل.بي) (الإنجليزية)
- ميتش تالبوت على موقع مشجعي الرسوم البيانية (الإنجليزية)